# 水上滑行器
水上滑行器，又名鐵架水上飄，是一種個人水翼船，透過身體的特殊擺動，使支架得到浮力而可以在水面上滑行。但由於操控上的困難，實際上利用它可作的移動距離其實不可以太長，而且在淺水區域不能運作。因此，使用者必須要有落水的預防。

## 構造
水上滑行器是由一個用鋁及玻璃纖維構造的支架製造，重約13公斤。購買後，需要用者自行組裝，才能使用。

## 參看
- 水翼船

## 外部連結
- （英文）/（德文） AquaSkipper 官方網址 （页面存档备份，存于）
- https://web.archive.org/web/20100213032541/http://www.aqua-skipper.eu/
- https://web.archive.org/web/20070929013707/http://v-nix.nl/aquaskipper.php
- YouTube片段：在黑海進行水上滑行器訓練